# Tetramorium plesiarum
Tetramorium plesiarum är en myrart som beskrevs av Bolton 1979. Tetramorium plesiarum ingår i släktet Tetramorium och familjen myror. Inga underarter finns listade i Catalogue of Life.

## Bildgalleri

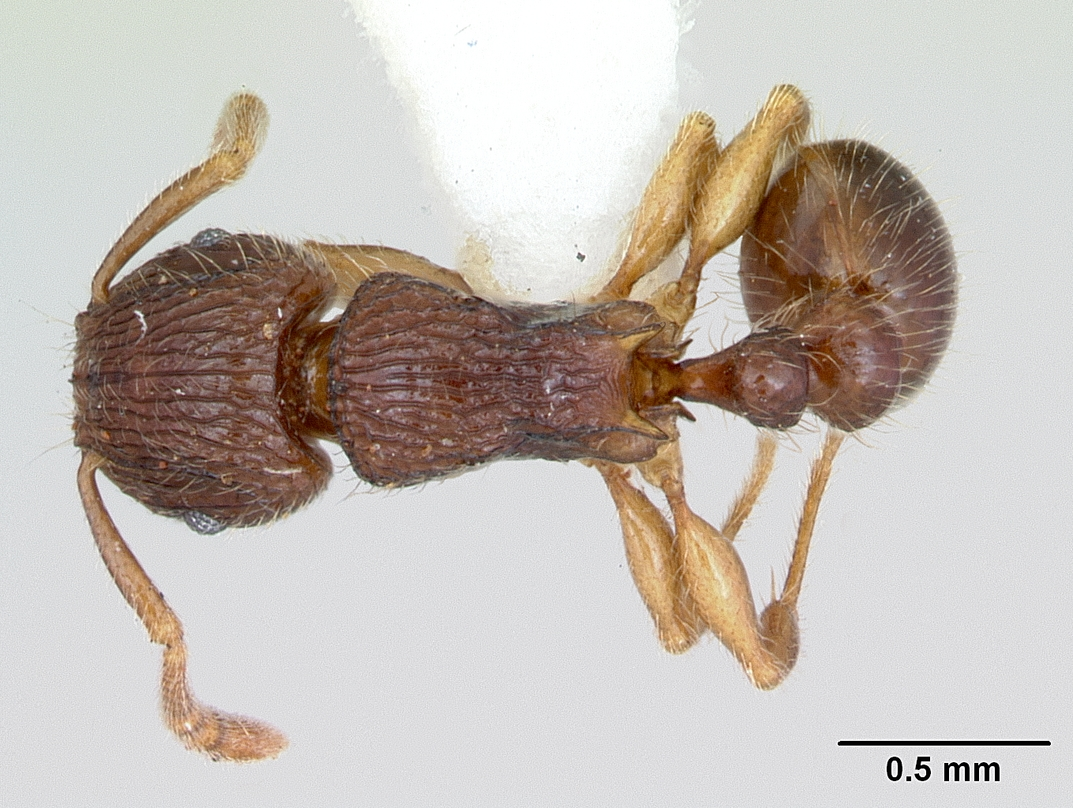
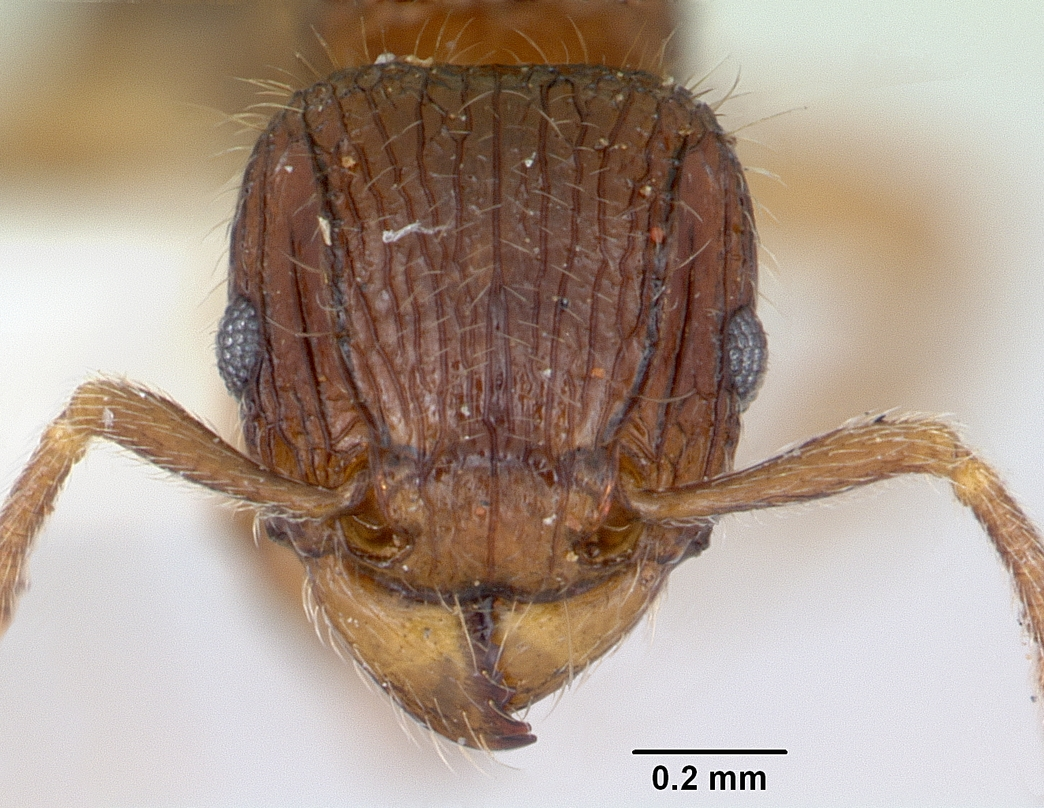
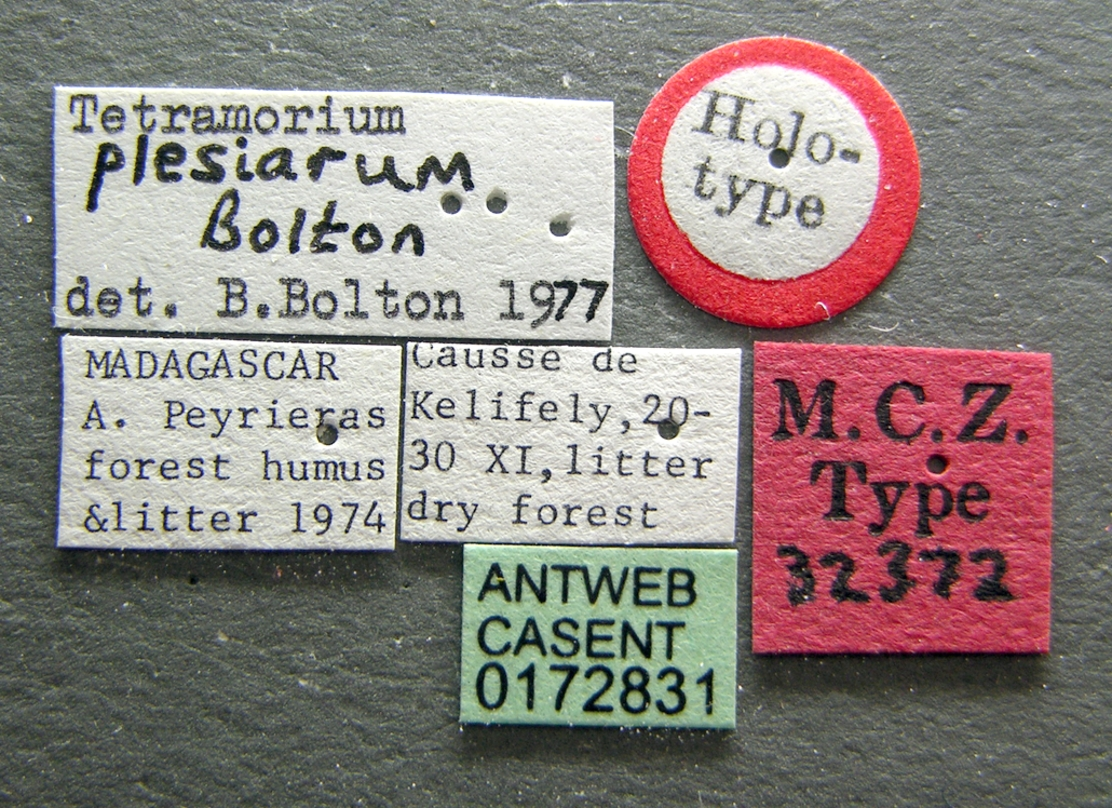
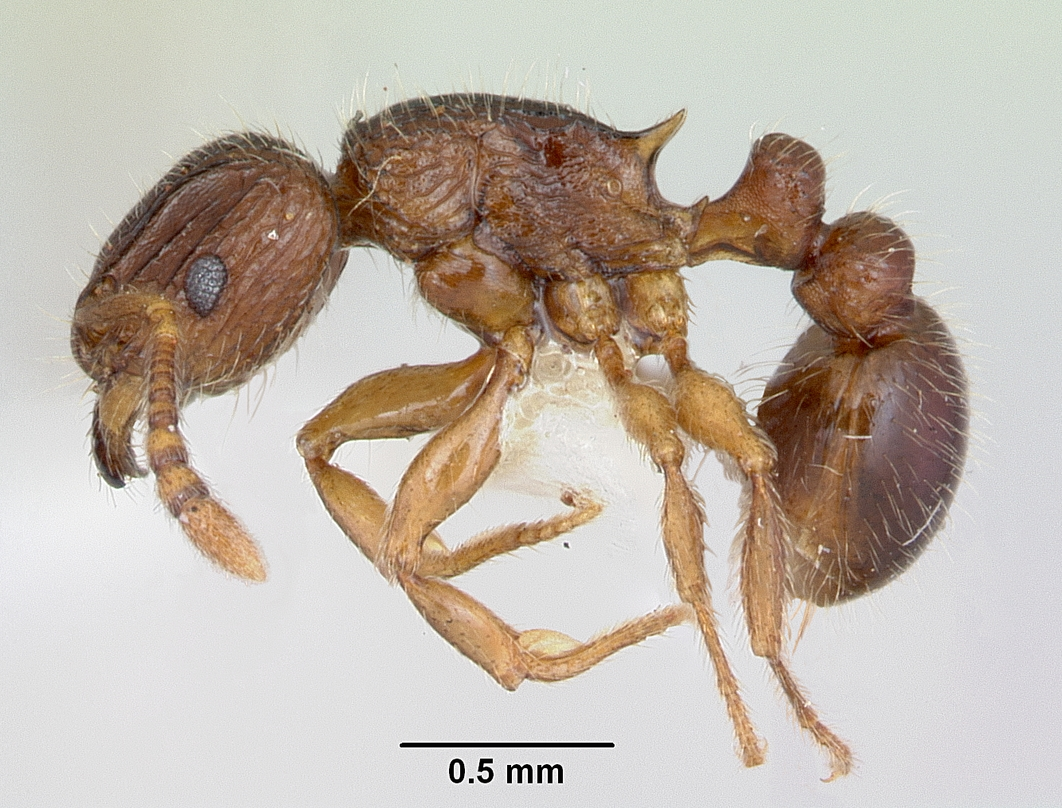